# 西川カーク
西川 カーク（にしかわ カーク、1989年6月13日 - ）は、名古屋西川流（一般財団法人 西川会）別格師範。
愛知県名古屋市出身。本名は、カーク重雅・ディクソン。
東京都新宿区に本部を置く「西川流®」（一般財団法人 西川流）とは無関係。

## 来歴
1989年6月13日、名古屋国際学園のアメリカ人教師 ウィリアム・キース・ディクソンと、西川まさ子の長男として愛知県名古屋市に生まれる。
2001年、名古屋西川流特別苗字内として、西川カークの名を許される。
2007年、名古屋国際学園（名古屋インターナショナルスクール）卒業後、アメリカのアーカンソー大学で演劇を学ぶ。ロサンゼルスに移住し俳優・声優の活動をした後、2016年7月に帰国。
2016年、名古屋観光文化交流特命大使に任命。
2018年6月3日、「トリフォーリアNAGOYA」で結婚式を挙げる。
現在、名古屋西川流別格師範。

## 活動
1991年、第50回記念「ひな菊会」2歳で初舞台。1993年、第46回名古屋をどり「はるなつあきふゆ」出演。1999年、市川森一の新作舞踊劇「魔笛」聡明丸役で出演。2000年、中京五流舞踊会「楠公」楠木正成役で家元と共演。2002年、第60回記念「ひな菊会」にて名披露目、「連獅子」の子獅子役で西川千雅と共演。2003年、第61回「ひな菊会」に「助六」で出演。同年の名古屋をどりでは「八幡鐘」に出演。2006年、第57回「名古屋をどり」に新作舞踊劇「花つなぎ」光丸役で出演。フジテレビ「森田一義アワー 笑っていいとも!」に出演。
2008年、テネシー・ウィリアムズ「ガラスの動物園」にジム・オコナー役で出演。2009年、アーカンソー大学で「プッシュ ザ ボタン」「チェーシング スターズ」「ヴルフ サルーン」に主役で出演。2011年、21世紀フォックス「ウィルフレッド」のCM出演。2012年、ショートフィルム「ファミリー」で主役を演じる。2022年10月「名古屋をどりNEO」の「NEW舞踊劇 名古屋心中」に畳屋喜八役で主演。
踊りのエクササイズ日本舞踊スポーツ科学協会 (NOSS) 講師。

## 人物

### 趣味・特技
- スポーツ（サッカー、バスケットボール、バドミントン、バレーボール）[1]
- 空手（朱帯、青帯取得）[1]

### 家族
- 父は元俳優で、ツアーの大道具を担当する会社を作って社長をしていた。結婚してカークが生まれた後、自分の会社を仲間に任せ、日本に引っ越してきたという[4]。来日後しばらくして、カークが通うインターナショナルスクール（名古屋国際学園）の教師になった。
- 妻はサックス奏者のディクソン佑里奈（河合佑里奈）[6][7][8]。娘がいる[4]。

### エピソード
- 幼い頃の夢はプロのバスケットボールの選手になることだった[9]。
- アーカンソー大学を留学先に選んだのは、バスケットなどで知られており、父の地元でもあったから。父の要望で、大学でも演劇の授業を受けた[4]。

## 過去の出演番組

### テレビ
- 森田一義アワー 笑っていいとも!(フジテレビ、2006年)
- ほっとイブニング(NHK名古屋、2017年1月4日)
- 東海北陸フレッシュ便 さらさらサラダ（NHK名古屋、2017年4月7日 - 2024年3月25日） - MC[9][10][11]

### CM
- ウィルフレッド(21世紀フォックス、2011年)

### ショートフィルム
- ファミリー(2012年) - 主役